# HD76543
HD76543 — хімічно пекулярна зоря спектрального класу A3, що має видиму зоряну величину в смузі V приблизно  5,2.
Вона  розташована на відстані близько 160,0 світлових років від Сонця.

## Фізичні характеристики
Зоря HD76543 обертається 
досить швидко 
навколо своєї осі. Проєкція її екваторіальної швидкості на промінь зору становить  Vsin(i)=102км/сек.